# Bayas (Burgos)
Bayas es una pedanía de la localidad de Miranda de Ebro, siendo uno de los barrios fronterizos con la provincia de Álava. En sus alrededores se ubica el polígono industrial de Bayas.
A un kilómetro del pueblo, entre una zona industrial y deportiva de Miranda, desemboca el río Bayas en el río Ebro, en un estado ecológico no muy positivo.

## Toponimia
Su nombre deriva probablemente de Ibaia que significa "el río" en lengua vasca tal y como indicó Koldo Mitxelena.

## Demografía
Evolución de la población
| Gráfica de evolución demográfica de Bayas entre 2000 y 2017        |
|                                                                    |
| Población de derecho (2000-2017) según el padrón municipal del INE |

## Historia
Son escasos los datos históricos acerca de esta pedanía, pero ya es nombrada en el año 904 cuando Lope Ibn Muhammad conquista el castillo de Bayas, del cual no queda vestigio alguno.
Destacable hecho histórico es la llegada durante la edad medieval de la peste a las inmediaciones de Bayas, cuando aún era independiente de Miranda de Ebro. Sus comunicaciones fueron cerradas para evitar contagios a poblaciones vecinas, y sus consecuencias fueron arrasadoras. En el 1286, según la Real Cédula el pueblo de Bayas pertenece a la provincia de Álava, cuyo límite se encuentra hoy a escasos metros.
Así se describe a Bayas en el tomo IV del Diccionario geográfico-estadístico-histórico de España y sus posesiones de Ultramar, obra impulsada por Pascual Madoz a mediados del siglo XIX:

Aldea o barrio en la provincia, audiencia territorial y capitanía general de Burgos (15 leguas), partido judicial y ayuntamiento de Miranda de Ebro a cuya villa pertenece (1/2), diócesis de Calahorra (18); Situada en terreno llano, combatida por los vientos del N y O, y con clima bastante templado y sano. Tiene 20 casas, una escuela de primeras letras para niños de ambos sexos con la dotación de 16 fanegas de trigo, una iglesia parroquial dedicada a Santa Ana y servida por un cura párroco, y varias fuentes de buenas aguas en el término para el consumo del vecindario. Confina N con el monte de la Corzana; E río Bayas; S río Ebro, y O aldea de Arce Miraperez. El terre-no es de mediana calidad y está bañado por las aguas del citado río Bayas, que va a morir en el Ebro a 2.000 pasos de la población, dejando a Miranda a la derecha y Arce a la izquierda; sobre él hay 2 puentes llamados de Bayas y de Buyón. Producciones: trigo, cebada, comuña y maíz; ganado lanar y alguna recría de caballar; caza de codornices y perdices, y ánades en el invierno en el lago que llaman de Bayas, distante un tiro de fusil del pueblo, donde también se crían buenas y abundantes sanguijuelas. Población: 18 vecinos, 50 almas; Contribución: con Miranda de Ebro. 
Perteneció Bayas antiguamente a la provincia de Álava según consta de una real cédula del año 1286, que para en la villa de Miranda de Ebro, en la cual se expresan las disensiones y litigios entre dicha villa, Don Juan Alonso de Haro y Lope de Mendoza sobre varios vasallos de Ribabellosa, Bayas, Revenga y la Cotanza, a quienes los mencionados caballeros intentaban obligar a contribuir con varios pechos y derramas, como que eran del territorio de la cofradía del campo de Arriaga. Habiéndose tomado providencia por la expresada real cédula, se separaron de la provincia de Álava y se agregaron a la jurisdicción de la villa de Miranda los lugares de Bayas, componiendo un barrio de dicha villa.
Diccionario geográfico-estadístico-histórico de España y sus posesiones de Ultramar

## Monumentos
- Iglesia de Santa Ana (siglo XVI-XVII)

Edificio de trazas arquitectónicas diversas construido en mampostería, reforzado con algunos sillares en las esquinas y los recercos de los vanos. Presenta múltiples cuerpos añadidos, de factura popular, y reparaciones con materiales de las mismas características. El templo es de una sola nave con crucero y torre a los pies, donde queda embutida la escalera de acceso al campanario. La cabecera es poligonal, presentando varios contrafuertes.
- Casona en c/Olivo, 1 (siglo XIX)

## Polígono industrial
Se trata de un polígono industrial con 200 000m²
Desde la Opime facilitan información de las parcelas, metros, características y ocupación del polígono industrial de Bayas.

## Infraestructura
- Polígono Industrial de Bayas
- Pabellón Multifuncional de Bayas

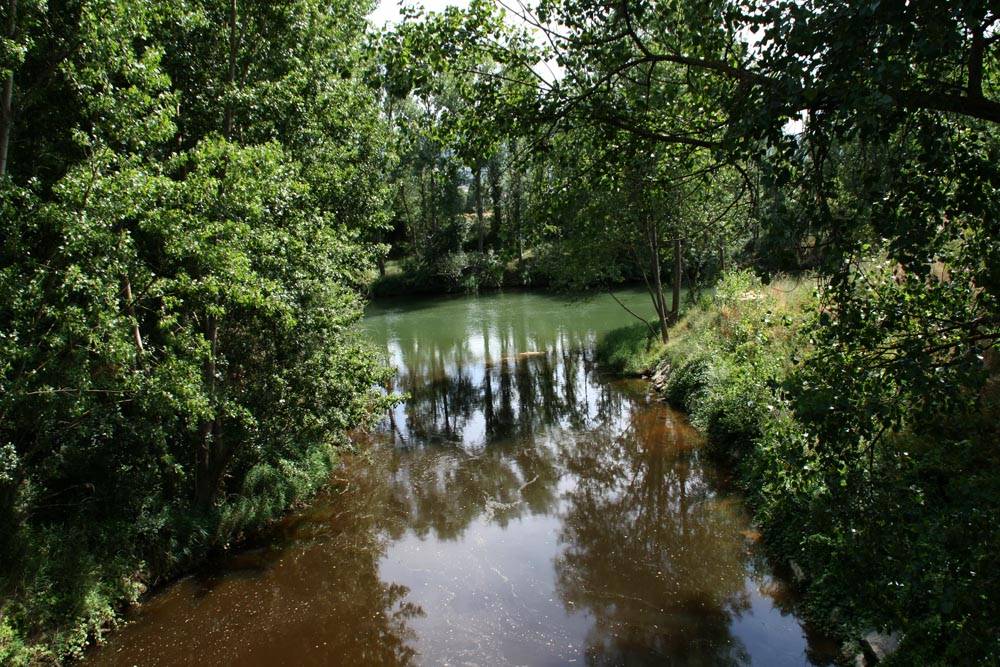
Desembocadura del río Bayas (agua marrón oscura) en el río Ebro (agua verdosa).
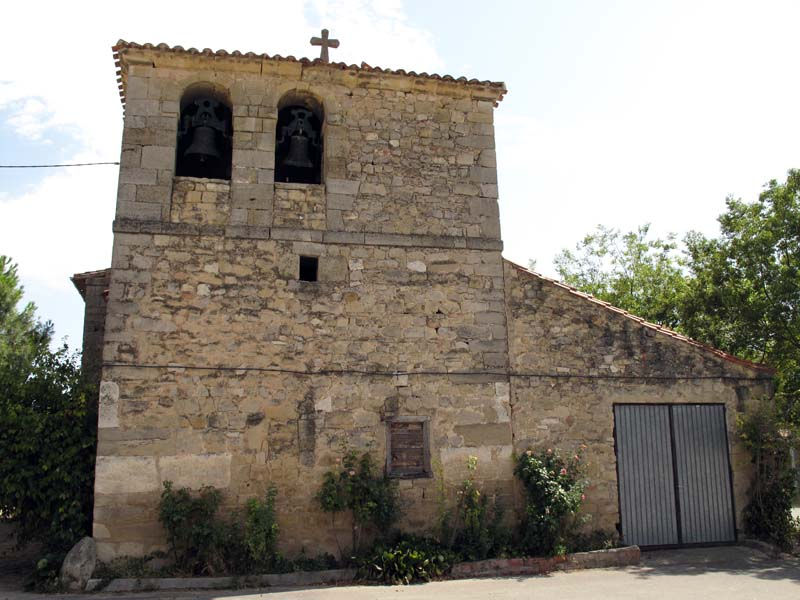
Vista de la torre de la Iglesia de Santa Ana de Bayas.